# Мордин, Павел Васильевич
Павел Васильевич Мордин (1864—1925) — русский купец, золотопромышленник, действительный статский советник, почётный гражданин Благовещенска.

## Биография
Родился в 1864 году в городе Сызрани Симбирской губернии, ныне Самарской области.
Образование получил в Бугульминском уездном училище. В юношеском возрасте переехал в Читу, где работал секретарём по торговым делам у местного купца 1-й гильдии Алексея Дмитриевича Короткова. Через два года приехал в Благовещенск, где служил в торговом доме «Чурин и Ко».
В 1890 году, после прохождения военной службы, вместе с двумя рабочими  Павел Мордин отправился в тайгу Унья-Бомского округа на добычу золота. Добыча этого драгоценного металла стало на долгие годы его основным интересом и источником благосостояния. Появилось Алумакитское золотопромышленное товарищество, в котором Мордин стал управляющим. В результате экспедиций в дальневосточную тайгу им было открыто несколько крупных месторождений. В Селемжинской тайге на реке Харге он открыл прииски Жедринский, Казанский, Златоустовский и другие. С начала XX века Павел Мордин стал директором-распорядителем Амурского золотопромышленного общества. После поездки в 1899 году в Америку и знакомства с местными способами добычи золота он начал выступать за добычу золота с помощью драг.
Наряду с промышленной, Павел Васильевич занимался и общественной деятельностью. С 1902 по 1906 год он занимал пост гласного Благовещенской городской думы. Затем вместе с женой Марией Александровной переехал в Санкт-Петербург, где работал в местном самоуправлении, выезжая периодически в тайгу, проводя там по 4-5 месяцев в год. После начала Первой мировой войны в своем особняке Мордин открыл госпиталь для военнослужащих, которым управляла его жена. 
Как благотворитель, П. В. Мордин построил на свои средства Пророко-Ильинскую церковь с церковно-приходской школой. Также за собственный счет построил две церкви-школы:  одну в Благовещенске, другую — на своем прииске. Почетный и действительный член Иоанно-Богословского братства (1900). 
После Октябрьской революции, в 1918 году, прииски Мордина были национализированы советской властью. В годы Гражданской войны Павел Васильевич находился в Ташкенте и Маньчжурии, пока не осел во Владивостоке, где и умер в 1925 году.
Подробности о деятельности Павла Васильевича Мордина на Дальнем Востоке приведены в хранящемся в Амурском областном краеведческом музее машинописном „Историческом очерке о Харгинском дражно-рудном предприятии «Дальзолото»“, автором которого считают С. В. Зазубрина, служившего с 1916 года на приисках Мордина техником и лично с ним знакомого.
П. В. Мордин был автором трудов:
- О необходимости сооружения железной дороги в Приамурском крае. СПб., 1906.
- Об устройстве в г. Благовещенске горнотехнической школы по типу Пензенского горного училища в Корнваллисе (Англия). СПб., 1907.

### Семья
Павел Васильевич Мордин с 1901 года был женат на Марии Александровне Хован  (1878, Санкт-Петербург — 1940, Харбин) — дворянка, получила образование в немецкой Анненшулле в Петербурге. В 1903 супруги Мордины взяли под опеку находившуюся на воспитании китаянку Чжуй, в 1905 году — якутского мальчика Николая Николаевича Слепцова (род. 1890).
Во время Первой мировой войны была сестрой милосердия в лазарете собственного дома, за что была награждена медалью на Анненской ленте. С приходом советской власти, лишившись всего имущества и средств, служила в Москве машинисткой (1922) и счетоводом (1923) иностранного отдела Госбанка. В 1925 году, получив известие о смерти мужа и завещании на своё имя, выехала в Благовещенск. В ноябре 1927 нелегально бежала из Благовещенска в Маньчжурию через Сахалян, затем выехала в Харбин. Имея хорошее образование и владея несколькими иностранными языками, работала воспитательницей за стол и квартиру у обеспеченных эмигрантов. Последние годы жизни была без работы. Умерла 14 июня 1940 года в Харбине, отпевание совершено в Свято-Благовещенской церкви, была похоронена на Успенском кладбище.

## Награды
- В 1899 году на Амурско-Приморской сельскохозяйственной и промышленной выставке Павел Мордин получил похвальный отзыв комитета выставки за полную коллекцию фотографических видов принадлежавшего ему Жердинского прииска Амурской области.
- В 1902 году он был награжден орденом Святой Анны 3-й степени за постройку церкви на Жедринском прииске.